# Tăureni (okręg Marusza)
Tăureni – wieś w Rumunii, w okręgu Marusza, w gminie Tăureni. W 2011 roku liczyła 874 mieszkańców.